# Kunangan (Tebo Ilir)
Kunangan is een bestuurslaag in het regentschap Tebo van de provincie Jambi, Indonesië. Kunangan telt 901 inwoners (volkstelling 2010).